# 陸軍宮古島中飛行場

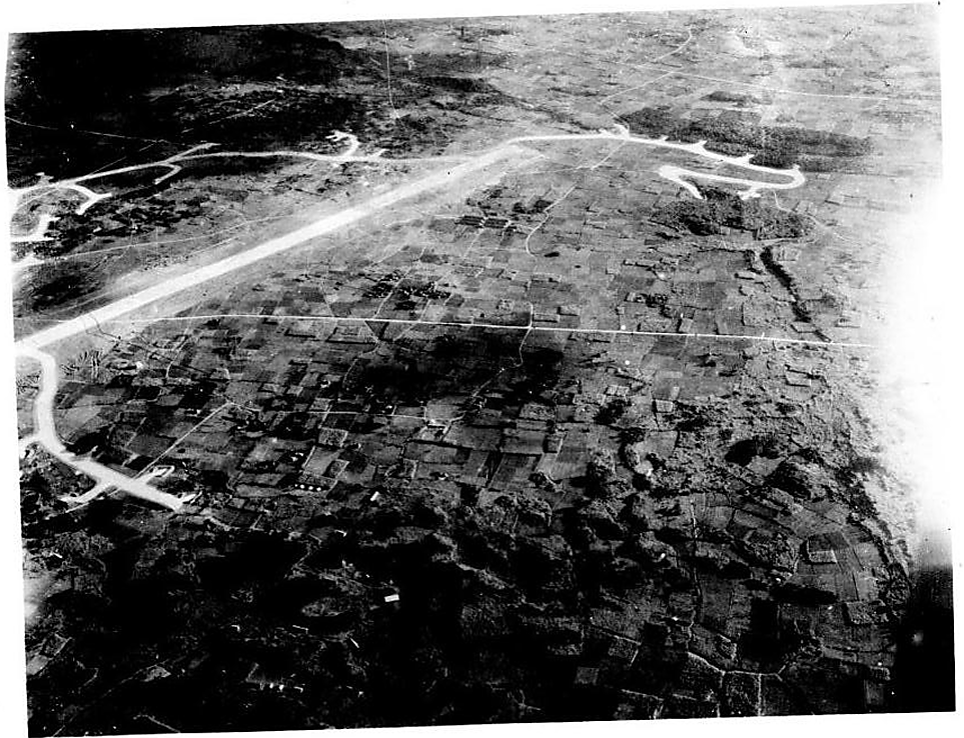
十・十空襲 (1944年10月10日)の際に米軍が撮影した宮古島中飛行場 (野原飛行場) の空中写真

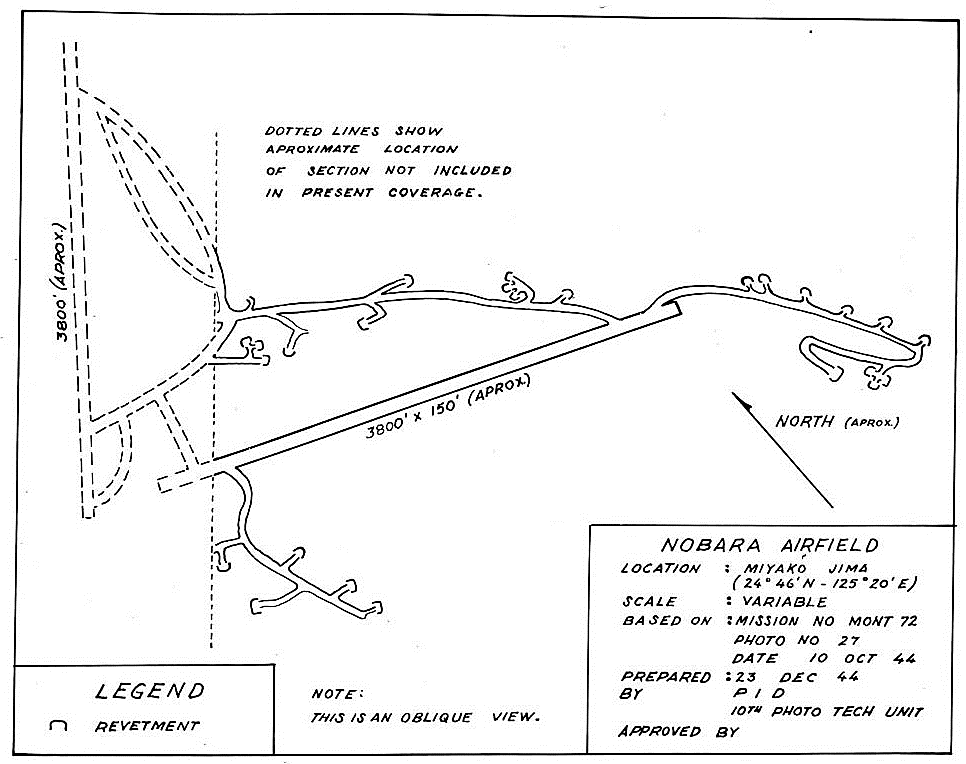
十・十空襲での空中写真の解析もとに作成されたターゲットマップ (1944年12月23日)

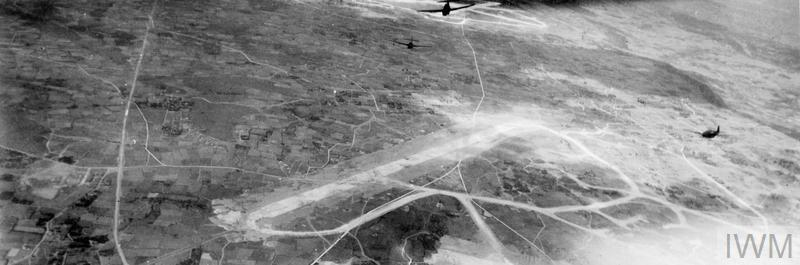
イギリス太平洋艦隊艦載機グラマンTBFアベンジャーの襲撃を受ける陸軍宮古島中飛行場。遠方に海軍宮古島飛行場。

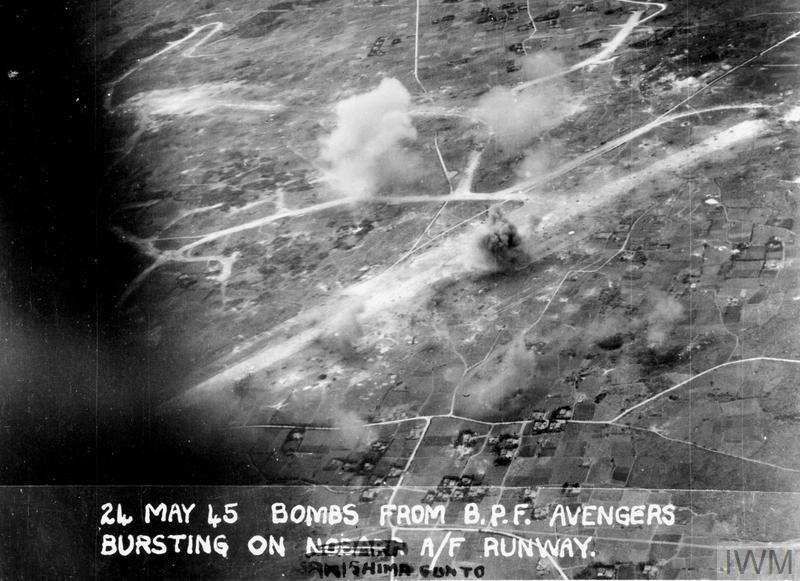
1945年5月24日、宮古陸軍中飛行場 (野原飛行場) へのイギリス太平洋艦隊艦載機アベンジャーによる爆撃のようす

陸軍宮古島中飛行場 (野原飛行場) (りくぐんみやこじまなかひこうじょう・のばるひこうじょう) は日本軍が沖縄県の宮古島に建設した三カ所の飛行場の一つ。
戦後は野原岳に米軍基地「宮古島航空通信施設」か設置されるが、沖縄返還後は、航空自衛隊宮古島分屯基地に移管された。また2019年には陸上自衛隊宮古島駐屯地が新設された。

## 概容

### 日本軍の宮古島飛行場計画
1944年7月7日のサイパン陥落をうけ、日本は南西諸島での航空機戦略を加速させ、陸軍と海軍は宮古島の三カ所に飛行場の建設を進めた。滑走路は合計で6本となる予定であった。
| 沖縄の旧日本軍施設 | 沖縄の旧日本軍施設               | 現在                                  |
| 10                 | 海軍宮古島飛行場（平良飛行場）   | 宮古空港                              |
| 11                 | 陸軍宮古島中飛行場（野原飛行場） | 空自宮古島分屯基地 / 陸自宮古島駐屯地 |
| 12                 | 陸軍宮古島西飛行場（洲鎌飛行場） |                                       |

### 陸軍宮古島中飛行場
このうち陸軍中飛行場は字野原に設置されたため「野原飛行場」とも呼ばれた。陸軍中飛行場では用地約1,150,000㎡が強制接収され、二本の滑走路を有する飛行場が建設された。滑走路の規模については資料によって若干記述が異なっているが、1944年11月の第三航空艦隊司令部「南西諸島航空基地一覧図」によると、東側滑走路 1500mx200m、西側滑走路 1500mx200m とあり、また東側滑走路については未着手との書き込みが見られる。しかし現在、一般的には以下のように記録されている。
- 東側滑走路 1700m
- 西側滑走路 1400m

構造的には、二つの滑走路は重なることなく、6kmあまりの誘導路で連結し、25の掩体（駐機場）をもつ。一説には二つの滑走路は南で連結される予定であったが、窪地が障害となって連結されなかったという。他の飛行場と同様、建設には多くの住民や学徒が動員されたが、飛行場の封じ込めをねらう連合国艦隊の攻撃のたびに決死の補修工事を行うも、ほとんど使用されることなく終戦を迎えた。

## 飛行場建設と土地の接収
陸軍中飛行場は、野原の住民117人から約115haの土地を強制接収し、1944年9月から建設を開始した。
建設に際しては第205飛行場大隊と要塞建築第8中隊、また多くの住民が老人から子どもまで動員され、三カ所の飛行場県津に矢継ぎ早に労役を求められた。1944年5月に着工し、10月には完成するという突貫工事であった。郷土部隊として第505特設工兵大隊が召集され、夜になると空襲後の穴埋めが命じられた。

## 空襲
1944年10月10日、午前と午後に米軍機編隊が襲来 (十・十空襲)。宮古島の陸海３ヵ所の飛行場からは応戦に飛び立つこともなく、米軍機が撮影した空中写真は連合軍によって解析され、詳細な戦略マップの作成に利用された。1945年2月以降、連合艦隊は八重山群島の飛行場の封じ込めを目標とし、日常的に宮古島への空襲を繰り返す。海軍飛行場の滑走路は連日爆撃を受け、そのたびに住民や学徒を動員して連日の弾薬跡の埋め戻し作業が行われた。空襲は最初は飛行場などを標的にしていたが、そのうち無差別に民間地も爆撃するようになり、多くの犠牲者が出た。
1944年10月10日から敗戦までの10か月間に、宮古島では一日平均約50機あまりの連合国軍空軍機が飛来している。その総計は5,250機にも及ぶ。1945年4月だけでも695機が飛来した。攻撃目標は港湾、飛行場にとどまらず来間島、多良間島にまで及んだ。

## 強制疎開
宮古島に駐屯する3万人の兵士の食糧を確保するため、1944年7月の臨時閣議で、南西諸島の非労働力人口 (老幼婦女子) を台湾へ疎開させるという計画が決定された。宮古島からは8月から10月にかけて一万人規模でほとんどが台湾への強制疎開であった。戦後、台湾からの日本人の復員・帰還事業は早期に実現した一方で、沖縄は米軍によって占領・封鎖されたため、台湾の沖縄人は台湾の中華民国の統治下となった台湾に取り残されていくことになる。女性や子供、老人を中心に構成された台湾の沖縄人疎開者は、支援が先細るなかで、屋根も壊れて廃墟となったキールンの倉庫に身を寄せ合って暮らすなど、ほとんど棄民状態となった。1945年11月1日の栄丸遭難の話が宮古島に伝えられると、いてもたってもいられず多くの人が妻子を迎えに行こうと密航船をさがした。

## 出撃記録
前述のように、滑走路への爆撃が連日続いたこともあり、実質的に滑走路を利用することは不可能であった。陸軍中飛行場から出撃した特別攻撃隊として、誠114飛行隊と、誠116飛行隊の2つの部隊が記録されている。

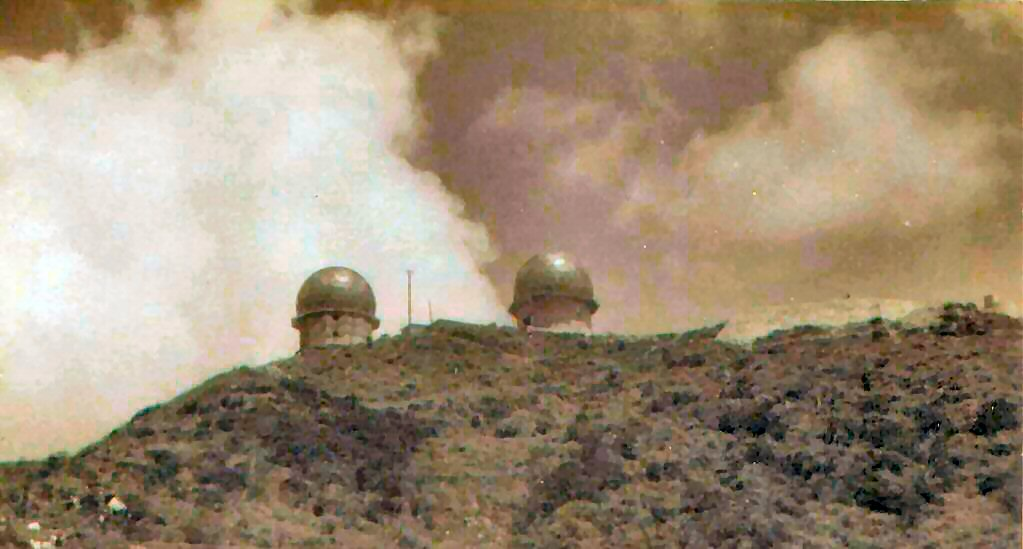
野原岳にあった米軍基地「宮古島航空通信施設」(1945-1973) は空自宮古島分屯基地へ移管された。

## 戦後

### 米軍基地 - 宮古島空港通信施設
1945年8月26日、米国海兵隊2,000人をのせた LST が漲水港に入港し、日本軍の武装解除にあたった。1950年、土地の一部 (200,000㎡) が米軍基地「宮古島航空通信施設」が設置され、米軍那覇航空基地（英語: Naha Air Base）を本部とする航空機警戒管制飛行隊の第1分遣隊の防空レーダー基地として使用。

### 施政権移行後 - 空自宮古島分屯基地への移管
1972年の「沖縄返還」を受け、1971年から1973年にかけて宮古島航空通信施設の土地が返還され1971年から1973年にかけての宮古島航空通信施設の返還面積は上野村183㎡、平良市17㎡の計200,000㎡となる。そのうち131,000㎡は航空自衛隊宮古分屯基地に移管された。
1973年2月15日、米軍から移管されたレーダー施設は新設の航空自衛隊の宮古分屯基地に移管された。

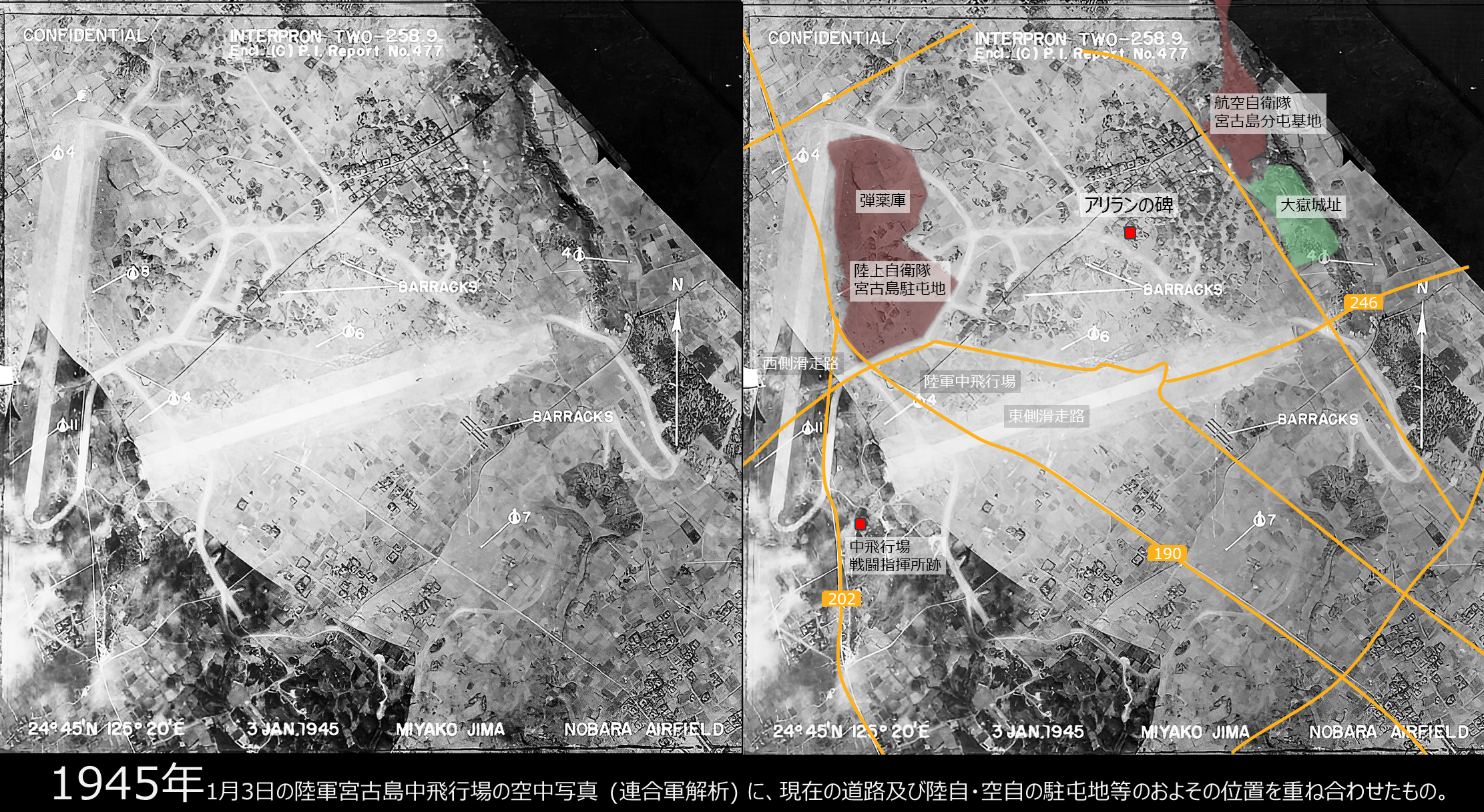
1945年1月3日の陸軍宮古島中飛行場の空中写真 (連合軍解析) に現在の道路等のおよその位置を重ね合わせたもの。かつての中飛行場の東西滑走路をつなぐ誘導路内に現在の陸上自衛隊宮古島駐屯地、現在のアリランの碑の近くには当時の兵舎 (barrack) があった。電波探知機壕のあった野原岳は航空自衛隊宮古分屯基地となっている。

### ミサイル配備 - 陸自宮古島駐屯地の建設
2015年、南西シフト(南西地域で自衛隊を増強する政府の方針)で、宮古島への陸上自衛隊のミサイル部隊配備計画が発表され、地元の福山自治会、野原部落会、千代田部落会があいついで反対決議をだす。ミサイル部隊配備への反対署名16,000筆が当時の下地敏彦市長に提出された。抗議が続く中、千代田カントリークラブの土地買収を得て、ミサイル基地建設が強行された。2019年に宮古警備隊、2020年には地対空誘導弾ミサイル・地対艦誘導弾部隊が配備された。2021年、下地敏彦は選挙に敗れ、5月、千代田カントリークラブの用地売却を巡る贈収賄事件で逮捕された。
弾薬庫
住民には「小さな保管庫」と説明のあった二つの見物が、実際には巨大であり、また覆土式の弾薬庫の形状であることが判明。防衛省側は「保管庫」と主張したが、駐屯地の発足式から３日後の3月29日に弾薬庫であることを認めた。
カーンミ御嶽
工事の際、敷地内にあった拝所「カーンミ御嶽」約10,400㎡が実質4,500㎡にまで削り取られており、住民から保全要請のあったカー (井戸) も防衛省によると見当たらなかったとして埋められている。

## その他

### 陸軍中飛行場戦闘指揮所跡
沖縄県内で唯一現存するという飛行場の戦闘指揮所跡が西側と東側の滑走路の中間地点 (上野村野原) に所在する。宮古島での上陸戦を想定して建設されたものだが、地上戦がなかったために指揮所として活用されることなく、今に形をとどめている。歩兵第3連隊本部直轄の山内小隊が居住したと記録される。

### 野原岳・大嶽城跡公園戦争遺跡群
標高108mの野原岳にある航空自衛隊宮古島分屯基地から大嶽城跡公園にかけて、38基の壕、3基のトーチカ、3基のコンクリートの電波探知機壕がある。また北側に十・十空襲以降に宮古島各地の「御真影」を「疎開」させ安置したという御真影奉護壕がある。東側に納見敏郎中将の自決地があり、また大嶽城跡と野原岳との中間地点にツツガーとよばれる水源がある。

### アリランの碑
1944年末にはおよそ3万人の陸海軍の兵士が宮古島に駐屯するとともに、各所に慰安所が軍施設の内外、兵舎の近くや住民の住居地に建設されるようになる。そのため宮古島では多くの住民が朝鮮から慰安婦として連れてこられた女性たちと接する機会があった。ある医師は軍人と慰安婦をのせた船が与那国島で銃撃された際、生き残った7人の朝鮮人女性を中飛行場の師団管理部につれていったという話や、戦争マラリアにかかり、兵舎のそばの慰安所にいた朝鮮人女性におそらくは軍配給のキニーネをもらって命拾いした話など。こうした記憶を継承するため、2008年に地元の住民と研究者らがアリランの碑を建立した。そこは、ツツガーとよばれる井戸に通う朝鮮人女性たちがかつてそこでよく休んでいたという場所であった。英国海軍研究所が所蔵する当時の空中写真の解析では、その西側に barrack (兵舎) がならんでいることがわかる。